# ヘンリー・ミドルトン
ヘンリー・ミドルトン（英: Henry Middleton、1717年 - 1784年6月13日）は、アメリカ、サウスカロライナ出身の政治家である。ミドルトンは1774年の第一次大陸会議で第2代議長を務めた。その任期は1774年10月22日から第二次大陸会議の始まった1775年5月10日の前日までとなっているが、実際に議長席に座ったのは第一次大陸会議の会期が終わった1774年10月26日までの5日間であり、大陸会議とそれに続く連合会議の延べ17人の議長の中では最も短期間となった。
ミドルトンの前任者、すなわち初代大陸会議議長はペイトン・ランドルフであり、第一次大陸会議が残り数日であるにも拘わらずバージニアの議会に戻らなければならなくなったために、ミドルトンが後を継いだ。ミドルトンが議長に選ばれたのは、大陸会議に代表を送った植民地の中でサウスカロライナが保守的と見られていたことと、ミドルトン自身が王党派と見られていたことによっている。ミドルトンが議長に就任する2日前の10月20日に、アメリカの植民地が協同してことにあたる「連帯の決議」が採択されたが、大陸会議はまだイギリスとの和解の道を探っており、そのためには急進派を抑えて穏健な考え方を示すミドルトンが推されたと考えられる。ミドルトンの短期間の任期の間にイギリス国王に対する請願書が採択され送られたことからも、当時の大陸会議で支配的であったやや保守的な考え方が窺える。この請願書に署名した者の筆頭は議長であるミドルトンであった。しかし、イギリス政府が採ったこの請願書に対する対応は、当時マサチューセッツの戒厳司令官であったトマス・ゲイジに指示書を送り、反逆者として捕らえ裁判にかけるべき物のリストを伝えた。そのリストにはマサチューセッツのサミュエル・アダムズやジョン・ハンコックら急進派と共に王党派であるミドルトンの名前も含まれていた。

## 伝記
ミドルトンは1717年にサウスカロライナのチャールストンに近いオークスで生まれた。父親はサウスカロライナの知事代行を務めたアーサー・ミドルトン (1681-1737)であった。ミドルトン家はバークレー、コールトン、グランビルの3郡に農園を持つ大土地所有者であった。イギリスで法律を学んだ後、サウスカロライナで治安判事となった (1742-1780)。その後、植民地議会議員 (1742-1755)、その議長 (1745-1747, 1754, 1755)を務めた。この間の1743年、植民地民兵の騎兵隊士官を務め、1755年にはインディアン問題の理事も歴任した。1755年から1770年までは植民地委員会の委員となった。1774年に大陸会議に送るサウスカロライナ代表に選ばれその代表団のリーダーとなった。1775年にも大陸会議代表となったが、戦争準備のために辞任し息子のアーサー・ミドルトン (1742-1787)に引き継いだ。息子のアーサーはアメリカ独立宣言と連合規約の署名者となり、アメリカ合衆国建国の父に名を連ねることになったが、ミドルトンはそのどれにも含まれていない。
ミドルトンはサウスカロライナに戻り、1775年と1776年はサウスカロライナ植民地議会の議員を務め、新しい政府を作る委員会の一員となった。1776年から1778年は移行期の政府で政務委員会の一員となり、続いて1780年まではサウスカロライナ州上院議員を務めたが、この間も王党派的な言動があったという。(Middleton's Presidential Biography by Stanley L. Klos)
ミドルトンは1784年6月13日にチャールストンで死去し、バークレー郡セントジェイムズ教区のグースクリーク教会墓地に葬られた。

## 家族
ヘンリー・ミドルトンの孫、やはりヘンリー・ミドルトン (1770-1846)はサウスカロライナ州知事 (1810-1812)とアメリカ合衆国下院議員 (1815-1819)、および駐ロシア大使 (1820-1830)を務めた。
ヘンリー・ミドルトンの子供は男5人と女7人であった。娘の中には下記のように著名人と結婚した者がいた。
- メアリー・ポリー:アメリカ合衆国下院議員、上院議員を務めアメリカ合衆国建国の父の一人となったピアス・バトラーと結婚
- ヘンリエッタ:アメリカ独立宣言署名者でサウスカロライナ州知事を務め、やはりアメリカ合衆国建国の父の一人となったエドワード・ラトリッジと結婚
- サラ:アメリカ合衆国憲法に署名し、やはりアメリカ合衆国建国の父の一人となったチャールズ・C・ピンクニーと結婚